# Торфова площа
Торфова площа (рос. торфяная площадь, англ. peat area, нім. vorbereitete Torflagerfläche f) – площа підготовленого до розробки торфового родовища. Торфова площа осушується, створюється система протипожежного водопостачання. Експлуатаційна площа розділяється каналами на ряд полів (шир. 500 м, довж. до 5 км), кожне з яких складається з декількох технологічних майданчиків. Технологічний майданчик включає групу суміжних карт, торф з яких збирається одночасно в 1-2 штабелі в залежності від схеми прибирання. Експлуатаційна площа, крім ділянки видобутку, включає: складські майданчики, смуги для проходів машин, мережі канав для осушення, мости-переїзди через валові і картові канали, водоймища протипожежного водопостачання і інш. пром. споруди.